# Headbanging

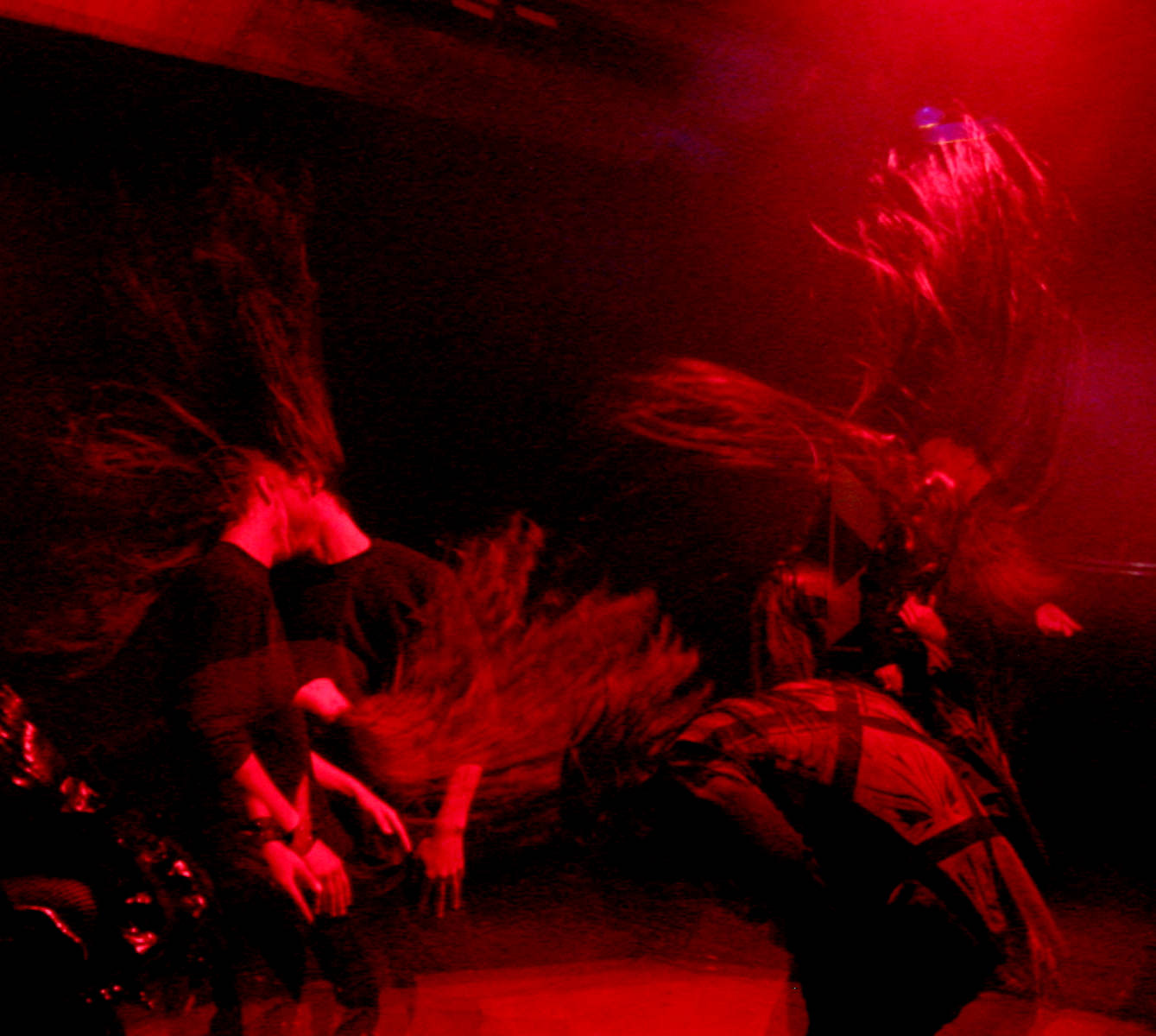
Headbangers em ação

Headbanging é um tipo de dança que consiste em movimentar violentamente a cabeça no ritmo da música, mais comum com metal, mas também com derivados do rock de maneira geral. 
No Brasil é mais conhecido como bate-cabeça ou banguear (empréstimo do vocábulo bang, da expressão inglesa to head bang). É mais visualmente efetivo quando em indivíduos com cabelo comprido.

## Origem
O termo "headbanger" foi criado durante a primeira turnê do Led Zeppelin nos EUA em 1969. Durante um show na Boston Tea Party, as pessoas da primeira fila estavam batendo suas cabeças com o ritmo com a música.
Lemmy do Motörhead, no entanto, disse em uma entrevista sobre o documentário The Decline of Western Civilization II: Os Anos de metal, que o termo "headbanger" pode ter se originado do nome da banda, como em "Motorheadbanger".
Ian Gillan, vocalista do Deep Purple, quando perguntado se ele inventou o headbanging, disse: "Isso é uma possibilidade concreta".

## Saúde
Em 2005, Terry Balsamo, o guitarrista do Evanescence, sofreu um acidente vascular cerebral a partir de um headbanging.
Em 2007, Róisín Murphy ex-vocalista do Moloko sofreu uma lesão durante uma performance de sua canção Primitive quando ela bateu cabeça em uma cadeira no palco.
Em 2009, o baixista/vocalista do Slayer Tom Araya começou a ter problemas de coluna devido à sua forma agressiva de fazer headbanging, e teve que obter uma discectomia cervical anterior e fusão.
Mick Thomson guitarrista do Slipknot recentemente confessou ter alguns problemas nas costas e no pescoço, devido ao headbanging.